# Campeonato Europeu de Ciclismo em Pista – Perseguição individual feminino
O Campeonato da Europa de perseguição feminina é o campeonato da Europa de perseguição organizado anualmente pelo União Europeia de ciclismo no marco dos campeonatos da Europa de ciclismo em pista elites.

## Palmarés
| Ano  | Ouro             | Prata              | Bronze             |
| ---- | ---------------- | ------------------ | ------------------ |
| 2014 | Katie Archibald  | Mieke Kröger       | Vilija Sereikaitė  |
| 2015 | Katie Archibald  | Eleja Delzenne     | Ciara Horne        |
| 2016 | Katie Archibald  | Justyna Kaczkowska | Anna Turvey        |
| 2017 | Katie Archibald  | Justyna Kaczkowska | Silvia Valsecchi   |
| 2018 | Lisa Brennauer   | Katie Archibald    | Justyna Kaczkowska |
| 2019 | Franziska Brauße | Lisa Brennauer     | Katie Archibald    |

## Quadro das medalhas
| Ordem | País        | Medalha de ouro | Medalha de prata | Medalha de bronze | Total |
| ----- | ----------- | --------------- | ---------------- | ----------------- | ----- |
| 1     | Reino Unido | 4               | 1                | 2                 | 7     |
| 2     | Alemanha    | 2               | 2                | 0                 | 4     |
| 3     | Polónia     | 0               | 2                | 1                 | 3     |
| 4     | França      | 0               | 1                | 0                 | 1     |
| 5     | Irlanda     | 0               | 0                | 1                 | 1     |
| 5     | Itália      | 0               | 0                | 1                 | 1     |
| 5     | Lituânia    | 0               | 0                | 1                 | 1     |
| Total | Total       | 5               | 5                | 5                 | 15    |